# Рейнтофт, Ханне
Ханне Рейнтофт (дат. Hanne Reintoft; урождённая Эриксен, Erichsen; 3 марта 1934, Копенгаген — 20 января 2025) — датский политический деятель. Депутат фолькетинга (1966—1971, 1973—1976), где представляла три левые партии: Социалистическую народную партию, «Левых социалистов» и Коммунистическую партию Дании.

## Биография
Родилась 3 марта 1934 года в Копенгагене. Родители: ветеринар Асбьёрн Эриксен (Asbjørn Erichsen; 1903—1971) и домохозяйка Гурли Марие, урождённая Ларсен (Gurli Marie Larsen; 1908—1954). Ханне была старшей из пяти братьев и сестёр. Среди них — писатель Троэльс Клёведаль (Troels Kløvedal; 1943—2018).
Когда Ханне была ребёнком, её родители развелись. Её мать получила профессию педагога дошкольного образования и открыла детский сад в Егерсприсе. Когда Ханне было 20 лет, её мать умерла от рака. Ханне заботилась после развода родителей и смерти матери о своих четырёх братьях и сёстрах.
В 1952 году окончила гимназию Сортедам в Копенгагене.
В 1955 году сдала экзамен на бухгалтера. В 1957 году сдала экзамен на социального работника в Социальном университете (Den Sociale Højskole).
В 1957—1959 годах Ханне Рейнтофт работала социальным работником в благотворительной организации Ring i Ring, помогающей алкоголикам и членам их семей.
в 1959—1961 годах Ханне Рейнтофт работала социальным работником в государственной организации Mødrehjælp, помогающей беременным, одиноким матерям и младенцам. Ханне Рейнтофт подавала заявки на аборт. Некоторые из её клиенток, которым в аборте было отказано, покончили жизнь самоубийством. Это произвело на неё глубокое впечатление, и её основная позиция заключалась в том, что женщин нельзя принуждать ни к аборту, ни к сохранению беременности.
в 1961—1965 годах Ханне Рейнтофт работала социальным работником в государственном Директорате помощи детям и молодёжи (Direktoratet for Børne- og Ungdomsforsorg).
В 1965—1966 годах работала в Социальном университете и Национальной ассоциации психического здоровья.
В 1959—1966 годах по совместительству работала в благотворительной организации
Dansk Forsorgsselskab, которая помогает уголовникам, чтобы предотвратить новые преступления.
С 1966 года работала социальным работником в больнице амта Копенгаген в Глострупе, в 1967—1980 годах — главным социальным работником.
В 1983 году стала соосновательницей частной благотворительной организации Mødrehjælp, помогающей одиноким матерям, с 1987 по 1994 год была генеральным директором.
На протяжении трудовой жизни Ханне Рейнтофт критиковала и стремилась изменить снисходительное и унизительное отношение к клиентуре социальной работы.
После смерти социального работника Лены Ведель-Петерсен (1920—1976) сменила её как редактор популярной радиопрограммы Hvad er min ret, og hvad er min pligt на Датском радио (DR), где давала советы и поддержку слушателям. Работала в этом статусе до 1987 года. В 1984 году получила премию Кавлинга — наиболее престижную награду Дании в области журналистики.
Умерла 20 января 2025 года.

## Политическая карьера
Являлась членом Социалистической народной партии с момента её создания в 1958 году.
В 1966—1967 годах была депутатом совета коммуны Фредериксберг. Покинула совет после избрания в фолькетинг.
По результатам парламентских выборов 1966 года Ханне Рейнтофт избрана депутатом фолькетинга от Социалистической народной партии в избирательном округе амта Копенгаген.
В 1967 году участвовала в формировании предложения Социалистической народной партии о бесплатных абортах при сроке до 12 недель. Закон был принят в 1973 году.
В июне 1967 года стала членом главного совета Социалистической народной партии. Ханне Рейнтофт критиковала руководство партии и выступала против однопартийного правительства «Социал-демократов» под руководством премьер-министра Енса Отто Крага. После раскола Социалистической народной партии Ханне Рейнтофт 17 декабря вместе с другими отколовшимися депутатами сформировала парламентскую группу «Левые социалисты». Была членом исполнительного комитета «Левых социалистов».
По результатам парламентских выборов 1968 года Ханне Рейнтофт избрана депутатом фолькетинга от «Левых социалистов» в избирательном округе амта Копенгаген. «Левые социалисты» получили четыре места в фолькетинге.
После вторжения советских войск в Чехословакию в августе 1968 года, которое «Левые социалисты» осудили, вышла из этой партии и стала независимым депутатом. Вместе с поступившим аналогичным образом Каем Мольтке 26 августа сформировала Социалистическую рабочую группу (Socialistisk Arbejdsgruppe). С 13 января 1970 года представляла в фолькетинге Коммунистическую партию Дании, которая не имела представительства в парламенте с 1960 года.
Коммунистическая партия Дании на выборах 1971 года получила 1,4 % голосов избирателей, принявших участие в голосовании, и не получила представительство в фолькетинге.
С 1973 года — член Центрального комитета Коммунистической партии Дании. По результатам парламентских выборов 1973 года Ханне Рейнтофт избрана депутатом фолькетинга в избирательном округе амта Копенгаген от Коммунистической партии Дании. Всего Коммунистическая партия Дании получила шесть мест в фолькетинге. Переизбрана на выборах 1975 года. 7 октября 1976 года отказалась от мандата.
В 1982 году вышла из Коммунистической партии Дании.

## Произведения
В 2000 году опубликован первый роман Ханне Рейнтофт Strejf af nådens vinge, действие которого происходит в начале XIII века. В 2002 году вышел роман Ravns føde, действие которого происходит в первой половине XVI века. В 2004 году — роман Hjertebånd, действие которого происходит во второй половине XVII века. В 2006 году — роман Last og brast, действие которого происходит в первой половине XVIII века. В 2008 году — роман Nu er det længe siden, действие которого происходит во второй половине XIX века. В 2010 году — роман Når dagene strenges, действие которого происходит в начале XX века. В 2014 году — роман Nederlagets børn, действие которого происходит во второй половине XIX века.

## Личная жизнь
В 1957 году вышла замуж за социального работника Йёргена Рейнтофта (Jørgen Reintoft; 1929—1981). Развелась в 1962 году.
13 декабря 1966 года вышла замуж за учителя и социального работника Харальда Сване Расмуссена (Harald Svane Rasmussen; 1926—2014). Развелась в 1972 году.
1 октября 1976 год вышла замуж за Кнуда Оге Лейхоя (Knud Åge Leihøj; 1932—2017).
В 1964 году родила сына Мортена.